# Чехал
Чехал (рум. Cehal) — село у повіті Сату-Маре в Румунії. Входить до складу комуни Чехал.
Село розташоване на відстані 425 км на північний захід від Бухареста, 50 км на південний захід від Сату-Маре, 101 км на північний захід від Клуж-Напоки.

## Населення
За даними перепису населення 2002 року у селі проживали 907 осіб, з них 906 осіб (99,9%) румунів. Рідною мовою 905 осіб (99,8%) назвали румунську.